# Malý Čepčín
Malý Čepčín é um município da Eslováquia, situado no distrito de Turčianske Teplice, na região de Žilina. Tem 3,09 km² de área e sua população em 2018 foi estimada em 548 habitantes.

## Demografia
| Ano:        | 1994 | 2004   | 2014   | 2024   |
| ----------- | ---- | ------ | ------ | ------ |
| Broj ljudi: | 527  | 519    | 535    | 545    |
| Razlika:    |      | -1,51% | +3,08% | +1,86% |

| Ano:               | 2023 | 2024   |
| ------------------ | ---- | ------ |
| Número de pessoas: | 543  | 545    |
| Diferença:         |      | +0,36% |